# August Zethræus
August Gerhard Zethræus, född 9 januari 1828 i Stockholm, död där 7 november 1901, var en svensk lärare och författare.
August Zethræus var son till löjtnanten Jacob Ludvig Zethræus och Maria Billberg. Efter att ha gått i Stockholms gymnasium blev han student vid Uppsala universitet 1845 och filosofie doktor där 1869 efter disputation 1859. Han var kollega vid Jakobs lägre elementarläroverk i Stockholm 1861–1872, extraordinarie lektor vid Stockholms gymnasium 1872–1879 och lektor i franska och engelska vid Högre allmänna läroverket på Södermalm i Stockholm 1879–1897. Zethræus var en av de tidigaste företrädarna i Sverige för 1880-talets idéer. Hans berättande dikt Johannes (1880) utgjorde ett häftigt angrepp mot pietistisk fromhet och religiöst hyckleri och gav uttryck åt ett på den moderna naturvetenskapen grundat åskådningssätt. För sitt skådespel Saul. Konung i Israel (1886), där han bryter med den traditionella uppfattningen av Saul, erhöll han Svenska akademiens hedersomnämnande. I ett på en gång religionsfilosofiskt och socialpolitiskt arbete, Tsätalätordens vishetslära eller samhällsutvecklingens nya skede (1–5, 1889–1900) och i Några sidor af tillvaron i vetenskaplig belysning (1901) utvecklade han närmare sin världsåskådning. Zethræus utgav också läroböcker.